# Wojciech Liguda
Wojciech Liguda (ur. w 1853 r. w Winowie pod Opolem, zm. 1922) – polski działacz narodowy i społeczny, związany z powiatem opolskim. Wieloletni organizator polskich pielgrzymek do Barda i Wambierzyc, Piekar, Góry Św. Anny i innych sanktuariów.
Jeden z najbliższych współpracowników Bronisława Koraszewskiego, założyciela Gazety Opolskiej, działającego na rzecz utrzymania polskości ludu śląskiego.

## Wstęp
Od momentu założenia w 1891 r. Towarzystwa Polsko-Katolickiego w Opolu był członkiem, potem sekretarzem i wiceprezesem tej organizacji. Podczas zebrania założycielskiego W. Liguda wypowiedział się: „Mówią ludzie, jako z polską mową daleko zajść nie można. A przecież można z nią zajść aż do Nieba, a dowodem tego Święci polscy, którzy po polsku żyli, po polsku się modlili.”
Działacz polityczny angażujący się w wybory do Sejmu Pruskiego (Landtagu) i Parlamentu Niemieckiego (Reichstagu) najpierw jako członek Powiatowego Komitetu Wyborczego partii Centrum (partii katolików), a potem w pierwszym Komitecie Wyborczym Ludu Polskiego na okręg opolski Aktywnie uczestniczył w opolskich wiecach politycznych. Dnia 10 marca 1901 r. w obecności ok. 800 osób skrytykował obowiązujący system oświaty krzywdzący jego zdaniem śląskie dzieci, gdyż muszą one uczyć się religii w obcym im języku, a „wskutek niezrozumienia religii w języku niemieckim robi się z nich socyalistów”. W dalszym ciągu swej wypowiedzi Liguda zwrócił uwagę, że „Dziś nie tylko szkoła germanizuje, germanizacja wkrada się powoli i do Kościoła, popierana przez księży germanizatorów”, co spowodowało gwałtowny protest obecnego na wiecu księdza Myśliwca, opolskiego proboszcza. Pomimo przytoczenia dowodów germanizacji duchowny opuścił salę. W okresie przedplebiscytowym opowiadając się za przyłączeniem Górnego Śląska (w tym rodzinnego Winowa pod Opolem) do Polski wziął wraz z rodziną udział w wielotysięcznej manifestacji polskiej z okazji rocznicy uchwalenia Konstytucji 3 maja, która odbyła się 2 maja 1920 roku. Manifestacja została zaatakowana przez niemieckie bojówki, a w obronie uczestniczących w niej kobiet i dzieci wystąpił również Liguda, co zapamiętał organizator marszu, Szymon Koszyk. Za swoją propolską postawę w okresie III powstania śląskiego (V-VI 1921r.) represjonowany musiał się ukrywać.
Od 1897 roku Liguda był aktywnym działaczem gospodarczym w placówkach polskich w Opolu: uczestniczył przy założeniu Banku Ludowego w Opolu; członek rady nadzorczej Banku Rolników w Opolu, wiceprezes powiatowego Związku Kółek Rolniczych w Opolu w 1921 r. Od 1913 r. udziałowiec i członek rady nadzorczej spółki „Nowiny. Towarzystwo wydawnicze z ograniczoną poręką”, powstałej w miejsce „Drukarni Spółkowej Spółdzielni zapisanej z ograniczoną poręką „Nowiny”, wydające od 1911 r. w Opolu polską gazetę w duchu endeckim, z Franciszkiem Kurpierzem i Franciszkiem Lerchem na czele.
Nekrolog Wojciecha Ligudy opublikowany przez redakcje polskich gazet na Górnym Śląsku w grudniu 1922 r. (pisownia oryginalna):
„Nieubłagana śmierć wyrwała spośród nas dzielnego Polaka, lubianego powszechnie obywatela, śp. Wojciecha Ligudę z Winowa. Będąc jeszcze w sile wieku śp. Wojciech kroczył na czele szermierzy sprawy narodowej. Przy zakładaniu instytucyi polskich w Opolu czynny zawsze biorąc udział, zyskiwał sobie szacunek. Życie jego jednak często zaćmiewał smutek. Wojna światowa wzięła mu drogich synów, śp. dr. Franciszka i śp. Karola. Trzecie syn postradał na wojnie nogę. Te ciężkie ciosy wstrząsnęły nader silnym organizmem śp. Wojciecha. Zachorował i juz nie wyleczył się na dobre. Niechaj pamięć o Zmarłym przyświeca młodym pokoleniom i wskazuje im drogę postępu.- Wieczny odpoczynek racz mu dać Panie!”

## Życie rodzinne i prywatne
Wojciech Liguda urodził się w średniozamożnej rodzinie chłopskiej. Wieś należała do parafii Św. Krzyża w Opolu. Wraz z żoną Rozalia miał czterech synów (Franciszka, Karola, Emanuela i Alojzego) oraz trzy córki (Franciszkę, Otylię i Zofię). Źródłem utrzymania rodziny była praca w gospodarstwie rolnym. Wojciech Liguda zmarł na raka żołądka w parę miesięcy po podziale Górnego Śląska pomiędzy Niemcy a Polskę. Rodzinny dom Ligudów wraz z całym powiatem opolskim pozostał w granicach Niemiec.
Najbardziej znanym członkiem rodziny stał się Alojzy Liguda, zakonnik-werbista, od 1999 r. błogosławiony Kościoła Katolickiego jako męczennik zamordowany w niemieckim obozie koncentracyjnym w Dachau. Za działalność na rzecz polskości więzieni byli również wnukowie Wojciecha Ligudy (dzieci Karola): Bolko Liguda (zginął wcielony do kompanii karnej niemieckiego Wehrmachtu) i Bronisława Liguda-Kozak. W niemieckim obozie koncentracyjnym Dachau zakończył życie pozostający pod dużym wpływem Wojciecha jego zięć (mąż Otylii), Józef Baron – śląski powstaniec. Przed aresztowaniem zdołał uchronić się najstarszy zięć Wojciecha Ligudy, aktywny działacz Związku Polaków w Niemczech Jakub Wilczek. Syn Józefa i Otylii Baronów, również Józef, w okresie II wojny światowej zaangażowany w działalność Armii Krajowej w Opolu, został w ostatnich latach swojego życie kronikarzem Rodu Ligudów.